# NGC 1255
NGC 1255 je galaksija u zviježđu Kemijska peć.

## Vanjske poveznice
- SEDS: NGC 1255